# Alphonse Wauters
Alphonse Wauters (Bruxelles, 13 aprile 1817 – Regione di Bruxelles-Capitale, 1º  maggio 1898) è stato un archivista e storico belga.

## Biografia
Fu nominato archivista della città di Bruxelles, il 2 aprile 1842. Divenne corrispondente dell'Accademia reale di scienze, lettere e belle arti del Belgio nel 1860, e membro nel 1868. Nel gennaio del 1886, dopo la morte di Louis Prosper Gachard, divenne segretario-tesoriere dell'Accademia.
Massone, fu membro  della loggia di Bruxelles "Les Vrais Amis de l'Union et du Progrès Réunis", del Grande Oriente del Belgio.

## Opere
- Les Délices de la Belgique, ou Description historique, pittoresque et monumentale de ce royaume (Brussels and Leipzig, 1844)
- Con Alexandre Henne, Histoire de Bruxelles (3 vols., Brussels, 1845)
- Notice historique sur la ville de Vilvorde, son ancien château, ses institutions civiles et religieuses, ouvrage composé d'après des documents pour la plupart inédits (Brussels, 1853)
- Histoire des environs de Bruxelles (10 vols., Brussels, 1855)
- Le Duc Jean Ier et le Brabant sous le règne de ce prince (1267-1294) (Brussels and Liège, 1862)
- Table chronologique des chartes et diplômes imprimés concernant l'histoire de la Belgique (10 vol., Brussels, 1866–1907)
- De l'Origine et des premiers développements des libertés communales en Belgique, dans le Nord de la France, etc. (Brussels, 1869)
- Henry III, duc de Brabant (Brussels, 1875)
- Un poète du dix-neuvième siècle, Adolphe Mathieu, notice biographique (Brussels, 1880)
- Documents concernant le canal de Bruxelles à Willebroeck, précédés d'une introduction contenant un résumé de l'histoire de ce canal (Brussels, 1882)
- Liste par ordre chronologique des magistrats communaux de Bruxelles depuis 1794 jusqu'en 1883 (Brussels, 1884)
- Inventaire des cartulaires et autres registres faisant partie des archives anciennes de la ville de Bruxelles (2 vols., Brussels, 1888–1894).
- Con Camille Lemonnier, Le Palais de la ville de Bruxelles à l'Exposition universelle de 1897 (Brussels, 1897)
- Quelques mots sur André Vésale, ses ascendants, sa famille et sa demeure à Bruxelles (Brussels, 1898)